# Lancer du marteau masculin aux championnats du monde d'athlétisme 2023
Pour des articles plus généraux, voir Championnats du monde d'athlétisme 2023 et Lancer du marteau aux championnats du monde d'athlétisme.
Navigation
Eugene 2022 Tokyo 2025
L'épreuve du lancer du marteau masculin des championnats du monde de 2023 se déroule les 19 et 20 août 2023 au sein du Centre national d'athlétisme à Budapest, en Hongrie.

## Mimimas
La période de qualification est comprise entre le 31 juillet 2022 et le 30 juillet 2023. Le minima de qualification est fixé à 78,00 m.

## Résultats

### Qualifications
Qualification : 77,00 m (Q) ou les 12 meilleures performances (q).
| Rang | Groupe | Athlète                | Pays       | Essais | Essais | Essais | Marque | Notes |
| Rang | Groupe | Athlète                | Pays       | 1      | 2      | 3      | Marque | Notes |
| ---- | ------ | ---------------------- | ---------- | ------ | ------ | ------ | ------ | ----- |
| 1    | A      | Ethan Katzberg         | Canada     | 81,18  |        |        | 81.18  | Q, NR |
| 2    | B      | Mykhaylo Kokhan        | Ukraine    | 76,59  | 78,47  |        | 78.47  | Q     |
| 3    | A      | Bence Halász           | Hongrie    | 78,13  |        |        | 78.13  | Q     |
| 4    | A      | Wojciech Nowicki       | Pologne    | 78,04  |        |        | 78.04  | Q     |
| 5    | B      | Paweł Fajdek           | Pologne    | 77,98  |        |        | 77.98  | Q     |
| 6    | B      | Rudy Winkler           | États-Unis | 75,37  | 77,06  |        | 77.06  | Q     |
| 7    | A      | Daniel Haugh           | États-Unis | X      | X      | 76,64  | 76.64  | q     |
| 8    | B      | Mihaíl Anastasákis     | Grèce      | X      | 73,43  | 75,76  | 75.76  | q     |
| 9    | B      | Eivind Henriksen       | Norvège    | 71,61  | 74,37  | 75,37  | 75.37  | q     |
| 10   | A      | Gabriel Kehr           | Chili      | 75,10  | 72,88  | 73,63  | 75.10  | q     |
| 11   | B      | Diego del Real         | Mexique    | 73,28  | 74,91  | 73,30  | 74.91  | q     |
| 12   | A      | Adam Keenan            | Canada     | 74,56  | 72,97  | 73,32  | 74.56  | q     |
| 13   | B      | Rowan Hamilton         | Canada     | 71,81  | 70,42  | 74,14  | 74.14  |       |
| 14   | A      | Chrístos Frantzeskákis | Grèce      | 74,05  | 73,30  | X      | 74.05  |       |
| 15   | B      | Dániel Rába            | Hongrie    | X      | 71,93  | 73,17  | 73.17  | SB    |
| 16   | A      | Thomas Mardal          | Norvège    | 72,40  | 73,13  | 72,62  | 73.13  |       |
| 17   | B      | Aaron Kangas           | Finlande   | X      | 72,15  | 72,96  | 72.96  |       |
| 18   | B      | Serghei Marghiev       | Moldavie   | 72,91  | 68,76  | 71,50  | 72.91  |       |
| 19   | A      | Jerome Vega            | Porto Rico | 71,61  | X      | 72,87  | 72.87  |       |
| 20   | B      | Humberto Mansilla      | Chili      | 72,32  | 72,80  | 72,01  | 72.80  |       |
| 21   | B      | Joaquin Gomez          | Argentine  | 68,66  | 72,77  | 68,57  | 72.77  |       |
| 22   | A      | Sören Klose            | Allemagne  | 72,23  | X      | X      | 72.23  |       |
| 23   | B      | Yann Chaussinand       | France     | X      | 72,17  | X      | 72.17  |       |
| 24   | B      | Ragnar Carlsson        | Suède      | 70,94  | 72,02  | X      | 72.02  |       |
| 25   | B      | Donát Varga            | Hongrie    | X      | X      | 72,02  | 72.02  |       |
| 26   | B      | Ronald Mencia Zayas    | Cuba       | 71,72  | 70,74  | X      | 71.72  |       |
| 27   | A      | Alexandros Poursanidis | Chypre     | 71,63  | X      | 71,58  | 71.63  |       |
| 28   | B      | Mostafa Elgamel        | Égypte     | X      | 71,36  | X      | 71.36  |       |
| 29   | A      | Denzel Comenentia      | Pays-Bas   | 69,46  | X      | 70,16  | 70.16  |       |
| 30   | A      | Konstantinos Zaltos    | Grèce      | 69,98  | X      | 69,67  | 69.98  |       |
| 31   | A      | Alex Young             | États-Unis | 69,10  | X      | 67,40  | 69.10  |       |
| 32   | A      | Patrik Hájek           | Tchéquie   | 67,36  | 66,3   | 68,77  | 68.77  |       |
| 33   | A      | Marcin Wrotynski       | Pologne    | 67,57  | X      | 68,65  | 68.65  |       |
|      | A      | Hilmar Örn Jónsson     | Islande    | X      | X      | X      | NM     |       |
|      | B      | Merlin Hummel          | Allemagne  | X      | X      | X      | NM     |       |

### Finale
| Rang               | Athlète            | Pays       | Essais | Essais | Essais | Essais | Essais | Essais | Marque | Notes |
| Rang               | Athlète            | Pays       | 1      | 2      | 3      | 4      | 5      | 6      | Marque | Notes |
| ------------------ | ------------------ | ---------- | ------ | ------ | ------ | ------ | ------ | ------ | ------ | ----- |
| Médaille d'or      | Ethan Katzberg     | Canada     | 80,18  | 80,02  | X      | 79,82  | 81,25  | 81,11  | 81,25  | NR    |
| Médaille d'argent  | Wojciech Nowicki   | Pologne    | 79,14  | 80,70  | 78,94  | 80,83  | 81,02  | 80,36  | 81,02  |       |
| Médaille de bronze | Bence Halász       | Hongrie    | 80,82  | X      | X      | 80,59  | 79,94  | X      | 80,82  | SB    |
| 4                  | Paweł Fajdek       | Pologne    | 80,00  | X      | 77,06  | X      | X      | 77,99  | 80,00  | SB    |
| 5                  | Mykhaylo Kokhan    | Ukraine    | X      | 77,41  | 79,34  | 78,37  | 79,59  | 79,52  | 79,59  | SB    |
| 6                  | Daniel Haugh       | États-Unis | 76,07  | 77,38  | 75,66  | 78,64  | 74,83  | X      | 78,64  | SB    |
| 7                  | Eivind Henriksen   | Norvège    | 75,85  | 77,06  | X      | X      | 76,81  | X      | 77,06  | SB    |
| 8                  | Rudy Winkler       | États-Unis | X      | X      | 76,04  | X      | 75,83  | X      | 76,04  |       |
| 9                  | Gabriel Kehr       | Chili      | 75,99  | 75,54  | 74,24  |        |        |        | 75,99  |       |
| 10                 | Mihaíl Anastasákis | Grèce      | 74,62  | 73,04  | 75,49  |        |        |        | 75,49  |       |
| 11                 | Adam Keenan        | Canada     | 74,49  | 73,96  | 72,58  |        |        |        | 74,49  |       |
| 12                 | Diego del Real     | Mexique    | 72,39  | 71,84  | 72,56  |        |        |        | 72,56  |       |

## Légende
Records et Performances
- AR : Record continental (area record)
- CR : Record des championnats (championship record)
- MR : Record du meeting (meet record)
- NR : Record national (national record)
- OR : Record olympique (olympic record)
- PR : Record paralympique (paralympic record)
- PB : Record personnel (personal best)
- SB : Meilleure performance personnelle de la saison (season's best)
- WL : Meilleure performance mondiale de l'année (world leader)
- WJR : Record du monde junior (world junior record)
- WR : Record du monde (world record)

Circonstances et Conditions
- DNF : N'a pas terminé (did not finish)
- DNS : N'a pas pris le départ (did not start)
- DQ : Disqualification (disqualification)
- NM : Aucun essai valable enregistré (No Mark)
- Q : Qualifié « directement » au prochain tour (ou à la prochaine compétition), lors d'une compétition majeure, grâce au classement ou à la réalisation des minima (automatic qualifier)
- q : Qualifié au prochain tour (ou à la prochaine compétition), lors d'une compétition majeure, grâce au repêchage ou à la réalisation de l'une des meilleures performances parmi celles des « non qualifiés directement » (grâce au meilleur temps ou à la meilleure distance par exemple) (secondary qualifier)